# Alfred Maizels
Alfred Maizels (* 1917 in Whitechapel (London); † 2006) war ein englischer Wirtschaftswissenschaftler.
Er hatte einen großen Einfluss auf die UNCTAD, wo er von 1966 bis 1980 arbeitete. In seinem Hauptwerk Industrial Growth and World Trade behandelt er die Veränderung des Welthandels als Reaktion auf die Industrialisierung. Er war stets Anwalt der Interessen der Dritten Welt.

## Werke
- A. Maizels (1963) Industrial Growth and World Trade, Cambridge University Press
- A. Maizels (1968), Review of Export Instability and Economic Development, in: American Economic Review, 58. 1968, S. 575–580
- A. Maizels (1968) Exports and Economic Growth of Developing Countries, Cambridge University Press
- Alfred Maizels: Commodities in crisis: the commodity crisis of the 1980s and the political economy of international commodity policies. Clarendon Press, 1992, ISBN 0-19-828387-3 (englisch).